# Municipio de Murray (Misuri)
El municipio de Murray (en inglés: Murray Township) es un municipio ubicado en el condado de Greene en el estado estadounidense de Misuri. En el año 2010 tenía una población de 6647 habitantes y una densidad poblacional de 94,03 personas por km².

## Geografía
El municipio de Murray se encuentra ubicado en las coordenadas 37°18′18″N 93°27′17″O / 37.30500, -93.45472. Según la Oficina del Censo de los Estados Unidos, el municipio tiene una superficie total de 70.69 km², de la cual 70.69 km² corresponden a tierra firme y (0%) 0 km² es agua.

## Demografía
Según el censo de 2010, había 6647 personas residiendo en el municipio de Murray. La densidad de población era de 94,03 hab./km². De los 6647 habitantes, el municipio de Murray estaba compuesto por el 96.6% blancos, el 0.74% eran afroamericanos, el 0.54% eran amerindios, el 0.09% eran asiáticos, el 0.06% eran isleños del Pacífico, el 0.29% eran de otras razas y el 1.68% pertenecían a dos o más razas. Del total de la población el 1.72% eran hispanos o latinos de cualquier raza.